# مسرح مدينة برنو

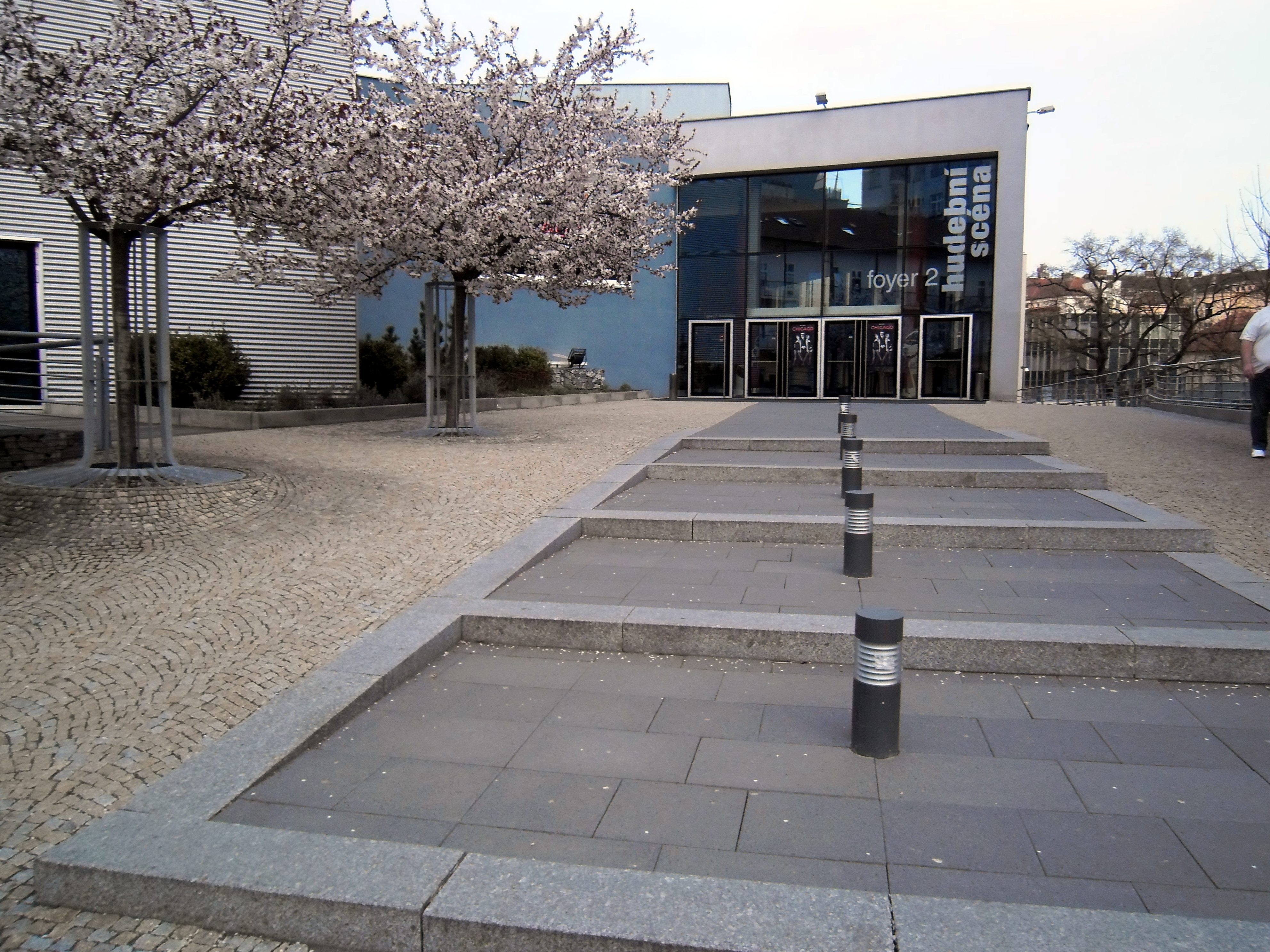
مدينة برنو مسرح

مسرح مدينة برنو (بالتشيكية: Městské divadlo Brno) مسرح ذخيرة في مدينة برنو التشيكية. يركز على الإنتاج الدرامي والموسيقي، والمسرح الموسيقي في المقام الأول. ويقع مبنى مسرح في شارع ليديكا في ساحة البلدة وسط مدينة برنو. بها فضاءان اثنان للعمل - المشهد الدرامي (سعة 365 مقعد)، ومشهد المسرح الموسيقي (سعة 680 مقعد). منذ العام 2011، يشغل ستانيسلاف موشا منصب مدير المسرح، والمدير الفني للفرقة الموسيقية بيتر غزديك، ومدير الأوبريت هو إيغور أوندريكشك.
مسرح مدينة برنو أحد المسارح بفائمة عروض جيدة للغاية وجمهور واسع.
يوجد العديد من الأعمال الفنية المختلفة في قائمتيها الموسيقية والدرامية، ويكرس الكثير من الفضاء لأعمال جديدة كثيرة، غالبا ما تكون مكتوبة بشكل مباشر لمسرح مدينة برنو. للمسرح أيضاً أوركسترا خاصة به، فيتمكن الجمهور من الاستمتاع بموسيقى مشهدية مباشرة.